# Reinhold Franckenberger
Reinhold Franckenberger auch: Frankenberger (* 16. November 1585 in Wittenberg; † 25. Januar 1664 ebenda) war ein deutscher Historiker.

## Leben
Franckenberger war der Sohn des Wittenberger Professors für Geschichte und Rhetorik Andreas Franckenberger und dessen aus Danzig stammender Frau Barbara Böckelmann. Am 15. Dezember 1595 immatrikulierte er sich an der Universität seiner Geburtsstadt, wo er anfänglich Medizin studieren wollte. Später wendete er sich aber den Geschichtswissenschaften zu und stand damit ganz in der Tradition seines Vaters. Nachdem er unter Johannes Behm (1578–1648) seine Arbeit De colligationis exterarum epocharum ad annos a mundo condito rationibus 1608 ausgezeichnet verteidigt hatte, bereiste er Deutschland, Frankreich, England, die Niederlande und Dänemark. In Dänemark lernte er unter anderem Christian Severin kennen.
Zurückgekehrt nach Wittenberg erwarb er sich, unter dem Dekanat von Friedrich Taubmann, 1612 den akademischen Grad eines Magisters der Philosophie. Nachdem durch den Tod von Johannes Wanckel die Geschichtsprofessur in Wittenberg vakant geworden war, wurde er am 28. September 1616 Professor für Geschichte an der Universität Wittenberg. Hier beteiligte er sich an den organisatorischen Aufgaben der Hochschule. So war er in den Sommersemestern 1619, 1635, 1641 und 1647 und in den Wintersemestern 1624, 1630 und 1653 Dekan der philosophischen Fakultät. Zudem bekleidete er in den Sommersemestern 1620, 1634 und 1656 das Rektorat der Alma Mater.
1618 heiratete Franckenberger Katherina Reichenbach, die Tochter des Wittenberger Ratsherrn Thomas Reichenbach. Aus der Ehe gingen sechs Kinder hervor: Thomas Franckenberger, Andreas Franckenberger, Reinhold Franckenberger, Dorothea Franckenberger, Katharina Barbara Franckenberger und Anna Maria Franckenberger.

## Werke
- Fundamenta Chronologiae Scaligerianae contra Dion Petauium, Sethum Calvisium et Sam. Petitum. Wittenberg 1644.
- Diss. Chronologica, pro Veritate Chronologiae Scaligerianae. Wittenberg 1652.
- Chronologiae Scaligero Petauianae breve compendium. Wittenberg 1661.